# Lucio Acilio Estrabón
Lucio Acilio Estrabón (en latín: Lucius Acilius Strabo) fue un senador romano del siglo I, que desarrolló su carrera política bajo los imperios de Claudio, Nerón, Vespasiano y Tito.

## Biografía
Bajo Claudio fue pretor y gobernador de la provincia Creta y Cirenaica, donde en 59, bajo Nerón, resolvió una controversia de tierras, como informa Tácito. En 80, bajo Tito, fue consul suffectus  y por último fue gobernador de la provincia de Germania Superior.
Tenía importantes posesiones en Puteoli  y una familia de libertos.

## Descendencia
Descendiente suyo de época de Trajano fue Lucio Acilio Estrabón Clodio Numo, gobernador en el norte de África hacia 112.